# Hulpverleningsvoertuig
Hulpverleningsvoertuig is de ambtelijke term voor een motorvoertuig van een hulpdienst, dat wil zeggen van politie, brandweer, ambulancedienst of  reddingsbrigade. Hulpverleningsvoertuigen worden gebruikt in geval van nood. Er zijn verschillende voertuigen. Voorbeelden zijn de MUG-voertuigen, de traumahelikopter, de ambulance en de politiewagen. In geval van nood kunnen ze worden ingeschakeld via het nationale alarmnummer.